# Kömrök-patak
A Kömrök-patak a Cserhátban ered, Verseg nyugati határában, Nógrád vármegyében, mintegy 150 méteres tengerszint feletti magasságban. A patak forrásától kezdve délkeleti irányban halad, majd Verseg településtől délre éri el a Vanyarci-patakot.
A Kömrök-patak vízgazdálkodási szempontból a Zagyva Vízgyűjtő-tervezési alegység működési területét képezi.

## Part menti település
- Verseg